# قائمة بالأمراض المتعلقة بالتلوث
تؤدي الأمراض التي يسببها التلوث إلى وفاة حوالي 8.4 مليون شخص كل عام. مع ذلك، يتلقى التلوث جزء ضئيل للغاية من الاهتمام من المجتمع العالمي. يرجع هذا جزئيًا لأن التلوث يسبب الكثير والكثير من الأمراض ما يجعل من الصعب رسم خط مستقيم بين السبب والأثر.
توجد العديد من الأنواع المختلفة من الأمراض المتعلقة بالتلوث، ويشمل ذلك الأمراض الناتجة عن تلوث الهواء، وتلوث التربة والماء، والصرف الصحي والنظافة.

## الأمراض البيئية ضد الأمراض المتعلقة بالتلوث
الأمراض البيئية هي نتيجة مباشرة للبيئة. يشمل ذلك الأمراض الناتجة عن سوء استخدام المواد، والتعرض للكيماويات السامة، والعوامل الفيزيائية/الجسدية في البيئة، مثل الأشعة فوق البنفسجية للشمس، بالإضافة إلى الإستعداد الوراثي.
في نفس الوقت، الأمراض المتعلقة بالتلوث تنتج عن التعرض للسموم في الهواء، والماء، والتربة.
ولذلك، فإن كل الأمراض المتعلقة بالتلوث هي بالأساس أمراض بيئية، لكن ليس كل الأمراض البيئية أمراض متعلقة بالتلوث.

## أمراض تلوث الهواء
وفقًا لمنظمة الصحة العالمية، فإن تلوث الهواء مسئول عن الموت المبكر لـ7 مليون شخص. ما يلي تفصيل بالأمراض الناتجة عن تلوث الهواء:

### تلوث الهواء خارج المنزل
- 40% – مرض القلب التاجي
- 40% – سكتة
- 11% – داء الانسداد الرئوي المزمن
- 6% - سرطان الرئة
- 3% – عدوى الجهاز التنفسي السفلي الحادة في الأطفال

### تلوث الهواء داخل المنزل
- 34% - سكتة
- 26% - مرض القلب التاجي
- 22% - داء الانسداد الرئوي المزمن
- 12% - عدوى الجهاز التنفسي السفلي الحادة في الأطفال
- 6% - سرطان الرئة

## تلوث الماء
وفقًا لمراكز مكافحة الأمراض واتقائها: فإن الأمراض المنقولة عبر الماء تنتج عن ميكروبات مرضية يمكنها الانتشار بشكل مباشر من خلال الماء الملوث. تسبب أغلب الأمراض المنقولة عبر الماء مرض الإسهال [ملاحظة: ليس كل الأمراض المذكورة أدناه تسبب الإسهال]. 88% من حالات الإسهال حول العالم ترجع إلى الماء غير الآمن، عدم كفاية الصرف الصحي، أو نظافة غير كافية. تؤدي تلك الحالات إلى 1.5 مليون حالة وفاة كل سنة، أغلبها في الأطفال الصغار. السبب المعتاد للوفاة هو الجفاف. تحدث أغلب حالات الإسهال والوفاة في البلاد النامية بسبب المياه غير الآمنة، عد كفاية الصرف الصحي، والنظافة غير الكافية.
أمراض أخرى تنتقل عبر الماء لا تسبب الإسهال، بل يمكنها أن تتسبب في سوء التغذية، وعدوى جلدية، وتلف الأعضاء.

### الأمراض المنقولة بالماء
- داء الأميبات
- قرحة بورولي
- عطيفة
- كوليرا
- داء خفيات الأبواغ
- داء حلقيات الأبواغ
- داء دودة غينيا
- إشريكية قولونية
- داء المتورقات
- داء الجيارديات
- التهاب كبدي
- داء البريميات
- نوروفيروس
- فيروس عجلي
- سلمونيلا
- البلهارسيا
- داء الشيغيلات
- حمى التيفوئيد

### أمراض الصرف الصحي والنظافة
- داء الفيل
- قوباء حلقية
- جرب
- الأمراض الديدانية المنقولة عن طريق التربة
- تراخوما

### الأمراض المنقولة عن طريق ناقل
- التهاب الدماغ بسبب الفيروسة المنقولة بالمفصليات
- حمى الضنك
- ملاريا
- داء كلابية الذنب
- حمى الوادي المتصدع
- حمى صفراء

## السموم

### رصاص
تتضمن مصادر التسمم بالرصاص التعدين، والصهر، والتصنيع، وإعادة التدوير.
- مرض قلبي وعائي
- مرض دماغي وعائي
- مرض الكلى المزمن
- سكتة نتيجة نزيف
- مرض القلب الناتج عن ارتفاع ضغط الدم
- مرض القلب التاجي
- سكتة نتيجة نقص التروية
- اضطراب عصبي

### زرنيخ
الزرنيخ هو عنصر موجود في الطبيعة ويمكن إيجاده في الطعام، أو الماء، أو الهواء. توجد أيضًا مصادر صناعية للزرنيخ مثل التعدين، والصهر.
"يتعرض الناس لمستويات مرتفعة من الزرنيخ غير العضوي عن طريق شرب الماء الملوث، واستخدام الماء الملوث في تجهيز الطعام وري المحاصيل الغذائية، والعمليات الصناعية، وتناول الطعام الملوث، وتدخين التبغ. يؤدي التعرض طويل المدى للزرنيخ غير العضوي إلى تسمم مزمن بالزرنيخ. إصابات الجلد وسرطان الجلد هما النتيجتين الأكثر خصوصية." 
- تسمم بالزرنيخ
- سرطانات (الرئة، والمثانة، والجلد)
- مرض قلبي وعائي
- مرض الكلى المزمن
- اضطراب سلوكي عصبي

### زئبق
- داء ميناماتا
- رنح مخيخي المنشأ
- قصور كلوي وأمراض مناعية ذاتية
- وجع الأطراف
- رتة
- التهاب مفاصل
- فشل تنفسي
- ضرر عصبي